# Ruma (Servië)
Ruma (Servisch: Рума) is een stad gelegen in het Servische district Srem, in de provincie Vojvodina. In 2002 telde de stad 32.125 inwoners. In de gemeente ligt het dorpje Nikinci (Hongaars: Nyékinca) dat een Hongaarse minderheid kent van 10%. In 1961 waren de Hongaren hier nog in de meerderheid. Ook het dorpje Hrtkovci (Hongaars: Herkóca) kent een grote Hongaarse minderheid. 
De meeste Hongaren vertrokken tijdens de Balkanoorlogen.

## Geboren
- Zlatko Portner (1962-2020), handballer
- Danilo Pantic (1996), voetballer

## Dorpen in de gemeente

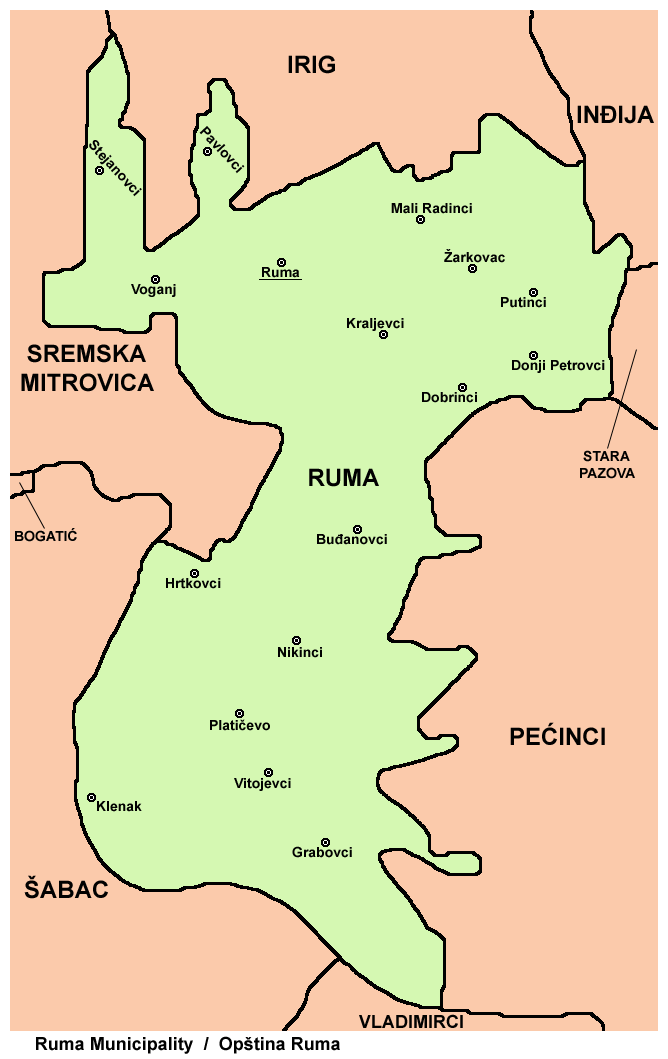
Map of Ruma municipality

- Buđanovci
- Vitojevci
- Voganj
- Grabovci
- Dobrinci
- Donji Petrovci
- Žarkovac
- Klenak
- Kraljevci
- Mali Radinci
- Nikinci
- Pavlovci
- Platičevo
- Putinci
- Stejanovci
- Hrtkovci